# 宮川正澄
宮川 正澄（みやかわ まさすみ 1906年（明治39年）11月3日 - 1994年（平成6年）4月17日）は、日本の医学者、病理学者。医学博士。元名古屋大学医学部教授。名古屋大学名誉教授。名古屋医科大学（現名古屋大学医学部）卒業。日本における実験動物の無菌飼育に新たな道を開いた。石川県出身。
1938年 名古屋大学　医学博士　論文の題は　「白血球の游走速度とグリコーゲンに関する研究」。

## 著書
- 『無菌動物』医歯薬出版、1963年
- 『実験感染学』宮川正澄、三橋進、石田名香雄、朝倉書店、1967年
- 『無菌動物：医学・生理学への応用』医歯薬出版、1973年
- 『無菌空間：ある医学部教授の半生の記録』名古屋大学出版会、1983年
- 『無菌世界：微生物が消えた日』エフエー出版、1991年、ISBN 4-87208-005-X

## 受賞歴
- 1960年 中日文化賞（実験動物の無菌飼育による病理研究）[2]
- 1968年 日本学士院賞（無菌動物の研究）[3]